# Кљаче
Кљаче (слч. Kľače) насељено је мјесто са административним статусом сеоске општине (слч. obec) у округу Жилина, у Жилинском крају, Словачка Република.

## Становништво
| Година:    | 1994. | 2004.   | 2014.   | 2024.    |
| ---------- | ----- | ------- | ------- | -------- |
| Број људи: | 365   | 377     | 391     | 438      |
| Разлика:   |       | +3,28 % | +3,71 % | +12,02 % |

| Година:    | 2023. | 2024.   |
| ---------- | ----- | ------- |
| Број људи: | 425   | 438     |
| Разлика:   |       | +3,05 % |

Према подацима о броју становника из 2024. године насеље је имало 438 становника.